# Sierra de Alcaraz y Campo de Montiel
Sierra de Alcaraz y Campo de Montiel (SACAM) es una mancomunidad de municipios de la provincia de Albacete. Reúne a 25 municipios del Campo de Montiel albaceteño y de parte de la antigua sierra de Alcaraz. Los municipios que componen la mancomunidad son considerados frecuentemente como una comarca diferenciada y unida en la actualidad en los diferentes catálogos de turismo, pese a estar tradicionalmente divididos entre Campo de Montiel y sierra de Alcaraz. Judicialmente, depende en su mayor parte del partido judicial de Alcaraz, aunque también hay municipios de los partidos judiciales de Albacete, La Roda y Villarrobledo.
La sede de dicha mancomunidad se encuentra en la calle Francisco Baillo s/n de Alcaraz.

## Municipios
| Municipio                | Población | Superficie | Densidad |
| ------------------------ | --------- | ---------- | -------- |
| Munera                   | 3.435     | 229,43     | 16,03    |
| El Bonillo               | 2.779     | 502,67     | 5,88     |
| Ossa de Montiel          | 2.307     | 243,50     | 9,9      |
| Balazote                 | 2.334     | 65,15      | 37,1     |
| Pozohondo                | 1.585     | 136,54     | 12,62    |
| Alcaraz                  | 1.351     | 370,53     | 4,14     |
| Lezuza                   | 1.358     | 360,90     | 4,17     |
| Peñas de San Pedro       | 1.399     | 158,75     | 8,85     |
| San Pedro                | 1.242     | 83,12      | 14,75    |
| Alcadozo                 | 654       | 99,58      | 6,87     |
| Bienservida              | 603       | 90,73      | 7,36     |
| Villapalacios            | 583       | 87,48      | 7,13     |
| Salobre                  | 480       | 49,53      | 11,33    |
| Pozuelo                  | 481       | 133,78     | 3,99     |
| Povedilla                | 430       | 49,43      | 9,79     |
| El Ballestero            | 405       | 138,69     | 3,31     |
| Robledo                  | 367       | 120,08     | 3,54     |
| Casas de Lázaro          | 363       | 112,32     | 3,44     |
| Vianos                   | 346       | 128,04     | 3,04     |
| Villaverde de Guadalimar | 338       | 69,08      | 5,52     |
| Peñascosa                | 334       | 189,26     | 1,93     |
| La Herrera               | 326       | 63,40      | 5,5      |
| Viveros                  | 337       | 65,37      | 4,74     |
| Cotillas                 | 123       | 14,47      | 9,61     |
| Masegoso                 | 110       | 103,87     | 1,16     |

## Geografía
Limita al norte con La Mancha del Júcar-Centro, al este con los Llanos de Albacete y los Campos de Hellín, al sur con la Mancomunidad de Municipios de la Sierra del Segura y la comarca de Sierra de Segura jienense, y al oeste con el Campo de Montiel ciudadrealeño.
Está formada por dos ámbitos geográficos muy distintos entre sí: el Campo de Montiel, una altiplanicie por completo manchega, y la zona meseteña de la sierra de Alcaraz.
Es una zona de muy escasa densidad de población, siendo en parte por ello una zona de importancia turística, tanto por sus monumentos históricos como por los naturales. Cabría resaltar, entre muchos otros ejemplos, la ciudad de Alcaraz, capital histórica de la zona, las lagunas de Ruidera en Ossa de Montiel, o la antigua ciudad romana de Libisosa, en Lezuza.